# Palpita nigricincta
Palpita nigricincta là một loài bướm đêm trong họ Crambidae.